# ジョン・ヘンリー・リヴィングストン
ジョン・ヘンリー・リヴィングストン (John Henry Livingston、1746年5月30日 - 1825年1月25日)はラトガース大学第4代学長（1810-1825）。

## 略歴
ポキプシー近郊で生まれた。曽祖父はロバート・リビングストン・ジ・エルダー。1762年に芸術の学士号を取得し、イェール大学を卒業した。ユトレヒト大学で神学博士号を取得し、1770年にアムステルダムで牧師に任命された。オランダから帰国後、ニューヨーク市でカルヴァン主義牧師、さらに、教会の第一人者になり、対立する2つの派閥の平和交渉を図った。1775年11月26日、フィリップ・リビングストンの娘で従姉妹のサラ・リビングストンと結婚した。息子はヘンリー・リヴィングストン。
1807年頃にクイーンズ大学が学長の地位を提案したが、最初は断った。評議員は続け、1810年に学長となった。神学教授でもあった。1816年、同大は財政難により、休校を余儀なくされた。ニューブランズウィック神学校(クイーンズ大学に併設)で教え続け、大学再開の資金集めを続けた。1825年、死の10ヶ月後に大学は再開した。
クイーンズ大学学長就任後、ラリタンランディング近郊の150-エーカー (0.61 km2)の土地を買い、そこは後にリビングストン荘園として知られることとなる。 そこには後にギリシャ復興様式の邸宅が建てられ、Livingston Homesteadとなる。20世紀には、開発が進み、リビングストン荘園歴史地区の一部となった。邸宅及び宋地区はニュージャージー州歴史登録地区とアメリカ合衆国国家歴史登録財に登録されている。